# 淮滨县
淮滨县，位于中国河南省东南部，淮河之滨，是信阳市下辖的一个县，邻接安徽省。县人民政府驻滨湖街道。

## 地名由来
淮滨县名因县城位于淮河之滨而得名。因在淮河之滨，故名。

## 历史沿革
淮滨县是建国后新设立的县，由固始(县境淮河以南)、息县(县境淮河以北)两县析置。西周时为蒋国，战国时期为楚国期思邑，明清属光州，是楚国名相孙叔敖的故里、中华蒋姓的起源地。1951年7月2日设置县级淮滨办事处，隶属于潢川专区；1952年8月11日撤销淮滨办事处，设淮滨县，隶属于信阳专区；1960年8月15日淮滨县被撤销，行政区域划归息县和固始县；1962年10月20日，恢复淮滨县，以归于息县的原淮滨行政区域和固始县期思、张庄两区为淮滨县的行政区域。

## 行政区划
淮滨县下辖4个街道办事处、5个镇、10个乡：
顺河街道、滨湖街道、栏杆街道、桂花街道、马集镇、防胡镇、新里镇、期思镇、赵集镇、台头乡、王家岗乡、固城乡、三空桥乡、张里乡、邓湾乡、张庄乡、王店乡、谷堆乡和芦集乡。

## 人口
根據第七次人口普查數據，截至2020年11月1日零時，淮濱縣常住人口為54.96萬人。

## 交通
- 220国道過境，328国道过境。
- 淮内高速，濮商高速，淮阜高速
- 高速收费站：淮滨站（台头乡）、淮滨南站（张庄乡）、淮滨北站（栏杆镇）
- 京九铁路：淮滨站